# Nicola Trentin
Nicola Trentin (Iglesias, 20 giugno 1974) è un ex lunghista italiano.

## Biografia
Ha vinto la medaglia di bronzo ai Giochi del Mediterraneo nel 2001. Inoltre ha partecipato ai campionati del mondo nel 1999 e nel 2003, i Mondiali indoor nel 2004 e delle Olimpiadi del 2004, senza raggiungere la finale.
Il suo miglior salto personale è 8,20 metri, ottenuta nel luglio 2003 a Padova. Il record italiano attualmente appartiene ad Andrew Howe con 8.47 metri. Ha totalizzato 21 presenze in nazionale dal 1996 al 2006.
Ha vinto 6 volte il campionato nazionale individuale:
3 vittorie nel salto in lungo (2001, 2002, 2003);
3 vittorie nel salto in lungo indoor (1998, 2003, 2004).

## Palmarès
| Anno | Manifestazione  | Sede     | Evento         | Risultato | Prestazione | Note |
| ---- | --------------- | -------- | -------------- | --------- | ----------- | ---- |
| 2004 | Giochi olimpici | Atene    | Salto in lungo | 19º (q)   | 7,86 m      |      |
| 2006 | Europei         | Göteborg | Salto in lungo | 19º (q)   | 7,66 m      |      |

## Campionati nazionali
2007
- Argento ai campionati italiani assoluti, salto in lungo - 7,75 m